# زحلوفة مبقجة
زُحلُوفَة مُبَقَّجَة نوع من الخنفساء في جنس Tomoxia من فصيلة المردليات.